# Storia dell'Everton Football Club
L'Everton ha una storia lunga e colma di avvenimenti.
Il destino del club prese vita quando la congrega di Metodisti inglesi chiamata "New Connexion", fondata da Guto Sion Jones nel 1865, costruì nel 1868 una nuova cappella nell'area di Liverpool. L'anno seguente la chiesa acquisì delle terre su Breckfield Road North, tra St. Domingo Vale e St. Domingo Grove, queste erano localizzate vicino al quartiere Everton, che era diventato parte della città di Liverpool nel 1835. Nel 1878 fu fondato il St. Domingo's F.C. Nell'arco di un anno la popolarità della piccola squadra, impegnata contro avversarie locali, crebbe al punto tale che furono tanti i giocatori provenienti da altre zone della città che entrarono a farne parte, e fu allora deciso di cambiarne il nome, per staccarsi dalla pura rappresentatività di una parrocchia e crescere. Da allora l'Everton ha avuto una storia gloriosa, dalla vittoria in Coppa delle Coppe, ai nove titoli inglesi e le cinque FA Cup. L'Everton inoltre è uno dei club che hanno disputato più stagioni nel massimo campionato inglese.

## La fondazione
La Chiesa Metodista St. Domingo venne aperta nel 1871, prendendo il nome dalla strada su cui era stata costruita che a sua volta prendeva il nome dalla St. Domingo House, un edificio del 1758 costruito dal mercante di zucchero della Compagnia delle Indie Occidentali George Campbell, il quale più avanti, nel 1763, divenne sindaco di Liverpool. Sei anni dopo, il reverendo Ben Swift Chambers creò una squadra di cricket per i più giovani frequentatori della parrocchia, ma siccome veniva giocato solamente d'estate, d'inverno le stanze venivano usufruite per sport diversi. Così nacque il club di calcio chiamato St. Domingo's F.C. formatosi ufficialmente nel 1878.

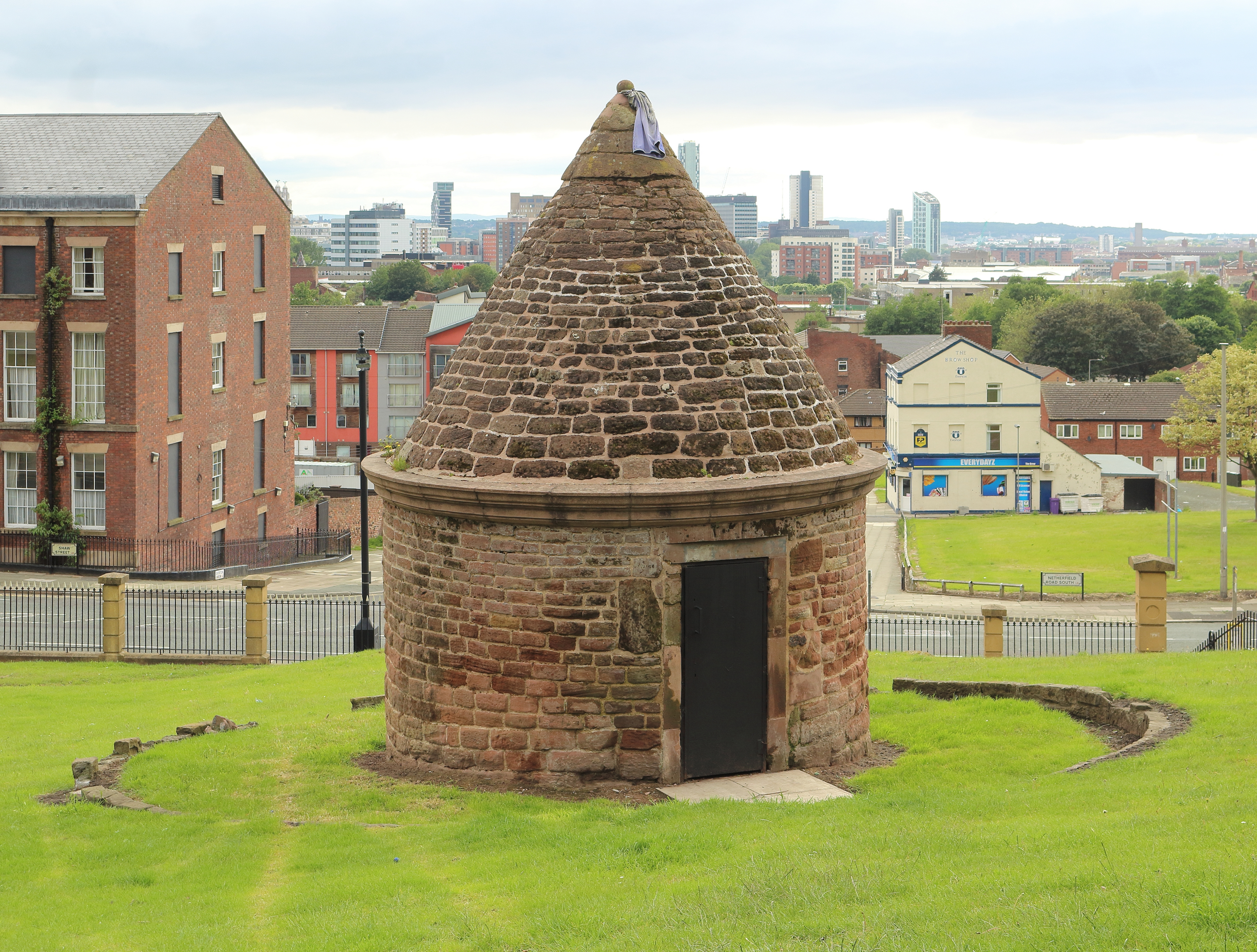
La Prince Rupert's Tower, edificio del distretto di Everton che tuttora campeggia sullo stemma dei Toffees.

L'interesse per la squadra crebbe a tal punto che molta gente al di fuori della parrocchia cominciò a parteciparvi. Si decise così che il nome avrebbe dovuto essere cambiato. Nel novembre 1879 durante un meeting al Queen's Head Hotel, il nome del team fu cambiato in Everton Football Club, dal nome del distretto, a poca distanza dalla Ancient Everton Toffee House, dalla quale venne desunto il famoso soprannome, e dalla torre del riformatorio, nota come Prince Rupert's Tower, che figura ancora oggi nello stemma della società.
Originariamente, l'Everton giocava in uno spiazzo nell'angolo sud-est dello Stanley Park, il famoso parco cittadino, oggi sito proposto per il nuovo stadio del Liverpool F.C. Il primo match ufficiale con il nuovo nome venne vinto con un sontuoso 5-0 contro il St. Peters il 20 dicembre del 1879, che vide l'Everton esordire con maglie a strisce bianche e blu.
Le squadre di calcio professioniste tuttavia necessitavano di appropriate strutture, fu così che nel 1882 Mr. J. Cruit, concesse un terreno su Priory Road che divenne la casa del club per due anni. Tuttavia, quando il tifo divenne troppo ampio e rumoroso, Mr. Cruit dovette chiedere all'Everton di trasferirsi, la nuova location sarebbe stata vicino Anfield. Un anno dopo il trasferimento e dopo la costruzione di tribune coperte, l'Anfield venne comprato. Il club era così ufficialmente cresciuto da amatoriale a professionistico.

## L'alba della Football League (1888 - 1915)
| Stagione | Categoria | Posizione | Punti |
| -------- | --------- | --------- | ----- |
| 1888/89  | 1ª        | 8/12      | 20    |
| 1889/90  | 1ª        | 2/12      | 31    |
| 1890/91  | 1ª        | 1/12      | 29    |
| 1891/92  | 1ª        | 5/12      | 28    |
| 1892/93  | 1ª        | 3/16      | 36    |
| 1893/94  | 1ª        | 6/16      | 33    |
| 1894/95  | 1ª        | 2/16      | 42    |
| 1895/96  | 1ª        | 3/16      | 39    |
| 1896/97  | 1ª        | 7/16      | 31    |
| 1897/98  | 1ª        | 4/16      | 35    |
| 1898/99  | 1ª        | 4/18      | 38    |
| 1899/00  | 1ª        | 11/18     | 33    |
| 1900/01  | 1ª        | 7/18      | 37    |
| 1901/02  | 1ª        | 2/18      | 41    |
| 1902/03  | 1ª        | 12/18     | 32    |
| 1903/04  | 1ª        | 3/18      | 43    |
| 1904/05  | 1ª        | 2/18      | 47    |
| 1905/06  | 1ª        | 11/20     | 37    |
| 1906/07  | 1ª        | 3/20      | 45    |
| 1907/08  | 1ª        | 11/20     | 36    |
| 1908/09  | 1ª        | 2/20      | 46    |
| 1909/10  | 1ª        | 10/20     | 40    |
| 1910/11  | 1ª        | 4/20      | 45    |
| 1911/12  | 1ª        | 2/20      | 46    |
| 1912/13  | 1ª        | 11/20     | 37    |
| 1913/14  | 1ª        | 15/20     | 35    |
| 1914/15  | 1ª        | 1/20      | 46    |

Nel 1888 l'Everton venne ammesso come membro fondatore della neonata Football League, finendo ottava alla prima stagione e seconda nella seguente. In entrambe si laureò campione d'Inghilterra il Preston North End.
La stagione 1890/91 cominciò in modo superbo con cinque vittorie di fila, con Fred Geary marcatore in tutti i primi sei match di campionato. A metà gennaio l'Everton aveva solo un'ultima partita da disputare e aveva finora accumulato 29 punti, mentre il Preston North End era dietro ad 11 punti di distanza con ancora sette partite da disputare. Entrambi i team giocarono la loro ultima partita di campionato il 14 marzo, che vide l'Everton perdere 3-2 sul campo del Burnley e il Preston crollare 3-0 a Sunderland. L'Everton poté così vincere il suo primo campionato di Football League con un margine di due punti sulla inseguitrice, vincendo quattordici delle ventidue partite giocate. Geary giocò tutti i match e divenne il capocannoniere della squadra con i suoi ventuno goal.
Dopo il primo campionato vinto, il presidente dell'Everton John Houlding e il comitato di società entrarono in un complicato conflitto interno per problemi economico-politici. Questo fece sì che Houlding si separò dalla società e creò una nuova compagnia nel 1892, chiamata Liverpool F.C.
L'Everton dunque abbandonò l'Anfield il 18 aprile 1892 giocando la sua ultima partita contro il Bolton Wanderers e si trasferì al Goodison Park, nell'area nord di Stanley Park.
Successivamente al trasferimento al Goodison Park, l'Everton giocò ben quattro finali di FA Cup prima della Grande Guerra, perdendo la prima per 1-0 contro il Wolverhampton Wanderers al Fallowfield Stadium il 26 marzo 1893 e la seconda contro l'Aston Villa per 3-2 al Crystal Palace di Londra il 10 aprile 1897. Al terzo tentativo arrivò il primo trofeo di lega, battendo il Newcastle United il 20 aprile 1906, in quel Crystal Palace che li aveva visti sconfitti al traguardo appena 9 anni prima.
Il secondo trofeo arrivò nell'anno successivo, il 20 aprile 1907 in un match che vide l'Everton battere lo Sheffield Wednesday per 2-1.
Nella stagione 1914/15, che fu l'ultima prima della sospensione forzata causata dalla Prima Guerra Mondiale, l'Everton conquistò il suo secondo titolo di campione d'Inghilterra, vincendo il campionato ad un punto di distanza dall'Oldham Athletic.

## Gli anni tra le guerre (1919 - 1939)
| Stagione | Categoria | Posizione | Punti |
| -------- | --------- | --------- | ----- |
| 1919/20  | 1ª        | 16/22     | 38    |
| 1920/21  | 1ª        | 7/22      | 47    |
| 1921/22  | 1ª        | 20/22     | 36    |
| 1922/23  | 1ª        | 5/22      | 47    |
| 1923/24  | 1ª        | 7/22      | 49    |
| 1924/25  | 1ª        | 17/22     | 35    |
| 1925/26  | 1ª        | 11/22     | 42    |
| 1926/27  | 1ª        | 20/22     | 34    |
| 1927/28  | 1ª        | 1/22      | 53    |
| 1928/29  | 1ª        | 18/22     | 38    |
| 1929/30  | 1ª        | 22/22     | 35    |
| 1930/31  | 2         | 1/22      | 61    |
| 1931/32  | 1ª        | 1/22      | 56    |
| 1932/33  | 1ª        | 11/22     | 41    |
| 1933/34  | 1ª        | 14/22     | 40    |
| 1934/35  | 1ª        | 8/22      | 44    |
| 1935/36  | 1ª        | 16/22     | 39    |
| 1936/37  | 1ª        | 17/22     | 37    |
| 1937/38  | 1ª        | 14/22     | 39    |
| 1938/39  | 1ª        | 1/22      | 59    |

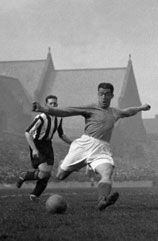
Il sedicenne attaccante Dixie Dean nel 1923.

William Ralph Dean, meglio conosciuto come "Dixie" Dean (nomignolo che lui stesso odiava), strepitoso colpitore di testa, fu uno dei più grandi marcatori che abbiano mai solcato i campi di calcio d'Inghilterra. Dopo una stagione prolifica con il Tranmere Rovers, il 16 marzo 1925, il diciottenne centravanti attraversò il fiume Mersey per accasarsi e giocare all'Everton, in un trasferimento che costò 3000 sterline per il club di Liverpool. Nella sua prima stagione da Toffeeman, 1925/26, Dixie Dean segnò 32 goal in 38 partite di campionato, realizzando una doppietta al suo debutto. La stagione seguente siglò 21 goal in 27 incontri.
Nella stagione 1927/28 Dean scrisse una pagina di storia del calcio inglese, segnando 60 goal in 39 partite (di cui 31 reti in 15 gare esterne e 29 in 14 gare al Goodison Park), un record che tutt'oggi rimane imbattuto e che consegnò all'Everton il terzo titolo di lega.
A causa di una bizzarra serie di eventi e di contrasti interni al club, nel 1930 l'Everton terminò ultima la sua stagione in prima categoria che la condannò alla retrocessione in Second Division. Con i suoi 39 goal in 37 match, Dean portò l'Everton alla promozione dopo l'esperienza di un anno nella serie cadetta, terminando primi il campionato.
La stagione seguente, quella 1931/32, Dixie Dean segnò 45 goal portando ancora una volta l'Everton alla vittoria del campionato inglese.
Nel 1933, l'Everton vinse l'FA Cup in finale contro il Manchester City, battendo i citizens per 3-0 in un match storico, in quanto per la prima volta vennero inserite le numerazioni dietro le maglie per i giocatori in campo. In particolare, ai giocatori dell'Everton vennero riservati i numeri dall'1 all'11, mentre ai giocatori del City le seguenti undici numerazioni. Dixie Dean divenne il primo numero 9 dell'Everton, numero che divenne immediatamente a livello nazionale ed internazionale sinonimo di centravanti prolifico e di comando, caratteristiche che incarnavano perfettamente lo storico attaccante dei Toffees.
Dean giocò la sua ultima partita con l'Everton l'11 dicembre 1937, trasferendosi al Notts County, con un totale di 383 goal in 433 partite con la casacca dei Toffees. Il centravanti inglese nato il 22 gennaio 1907 nel Cheshire, morì il 1º marzo 1980 al Goodison Park durante un Merseyside Derby, contro il Liverpool, che stava guardando dagli spalti.
Nella stagione 1938/39 l'Everton con Joe Mercer, T. G. Jones e Tommy Lawton vinse la sua quinta First Division. Lawton, arrivato dal Burnley alla giovane età di 19 anni, segnò 34 goal che gli consegnarono il titolo di erede di Dean.
Tuttavia ancora una volta la guerra si affacciava sul Vecchio Continente e l'Everton affrontava lo stop per la Seconda Guerra Mondiale, che durò per sei anni, ancora una volta da campione in carica come era accaduto nella stagione che precedette il primo conflitto mondiale.

## Gli aridi anni quaranta e cinquanta (1945 - 1960)
| Stagione | Categoria | Posizione | Punti |
| -------- | --------- | --------- | ----- |
| 1946/47  | 1ª        | 10/22     | 43    |
| 1947/48  | 1ª        | 14/22     | 40    |
| 1948/49  | 1ª        | 18/22     | 37    |
| 1949/50  | 1ª        | 18/22     | 34    |
| 1950/51  | 1ª        | 22/22     | 32    |
| 1951/52  | 2ª        | 7/22      | 44    |
| 1952/53  | 2ª        | 16/22     | 38    |
| 1953/54  | 2ª        | 2/22      | 56    |
| 1954/55  | 1ª        | 11/22     | 42    |
| 1955/56  | 1ª        | 15/22     | 40    |
| 1956/57  | 1ª        | 15/22     | 38    |
| 1957/58  | 1ª        | 16/22     | 37    |
| 1958/59  | 1ª        | 16/22     | 38    |
| 1959/60  | 1ª        | 15/22     | 37    |
| 1960/61  | 1ª        | 5/22      | 50    |

La grande rosa trionfatrice della stagione 1938/39 fu velocemente smantellata. Il prolifico centravanti Tommy Lawton venne venduto al Chelsea, e la veloce ala Joe Mercer, dopo un litigio con l'allenatore Theo Kelly, si trasferì all'Arsenal.
Gli anni quaranta videro un Everton sterile e mai nella parte alta della classifica. Sotto la guida di un Cliff Britton privo di ispirazione e finanze, l'Everton retrocesse dopo la stagione 1950/51 per la sua seconda volta in Second Division.
Questa volta l'esperienza nella serie cadetta durò tre stagioni, l'ultima delle quali terminata nel 1954 in seconda posizione, che permise la promozione in First Division, decisa nell'ultimo incontro di campionato contro l'Oldham, battuto per 4-0 in trasferta.
Gli anni cinquanta tuttavia hanno visto indossare la casacca royal blue a giocatori notevoli come Dave Hickson e Bobby Collins. Inoltre vennero disputati match memorabili, uno di questi interruppe la lunga striscia d'imbattibilità casalinga del Manchester United che venne sconfitto nel 1956 per 5-2.
L'Everton inoltre per due volte raggiunse la semifinale di FA Cup, nel 1950 perdendo poi nel derby con i rivali del Liverpool e nel 1953 sconfitta dal Bolton.

## La "School of Science" di Harry Catterick (1961 - 1973)
| Stagione | Categoria | Posizione | Punti |
| -------- | --------- | --------- | ----- |
| 1961/62  | 1ª        | 4/22      | 51    |
| 1962/63  | 1ª        | 1/22      | 61    |
| 1963/64  | 1ª        | 3/22      | 52    |
| 1964/65  | 1ª        | 4/22      | 49    |
| 1965/66  | 1ª        | 11/22     | 41    |
| 1966/67  | 1ª        | 6/22      | 48    |
| 1967/68  | 1ª        | 5/22      | 52    |
| 1968/69  | 1ª        | 3/22      | 57    |
| 1969/70  | 1ª        | 1/22      | 66    |
| 1970/71  | 1ª        | 14/22     | 37    |
| 1971/72  | 1ª        | 15/22     | 36    |
| 1972/73  | 1ª        | 17/22     | 37    |

Gli anni sessanta sono ricordati da molti tifosi come gli anni d'oro dell'Everton. Con l'approdo di Harry Catterick sulla panchina dei Toffees nel 1961, il team venne in poco tempo soprannominato "School of Science" (Accademia delle scienze), proprio come negli anni di Dixie Dean, per via dell'approccio metodico apportato dall'allenatore che tanto ricordava la squadra dei gloriosi anni venti. Nella prima stagione con Catterick allenatore, l'Everton terminò in quarta posizione e con la difesa meno battuta del campionato.
La stagione seguente i Toffees persero solo sei delle 42 partite disputate, ruolino di marcia che permise all'Everton di vincere il sesto campionato inglese, grazie anche alla coppia del goal Roy Vernon e Alex "Golden Vision" Young che segnarono un totale di 46 goal. Tra gli altri grandi protagonisti della sesta First Division si ricordano Billy Bingham, Jimmy Gabriel, Derek Temple, Bobby Collins e Brian Labone.
Nel 1966, l'anno dell'Inghilterra campione del mondo, l'Everton vinse la FA Cup, dopo una rimonta sotto di due goal contro lo Sheffield Wednesday, per 3-2. Due anni dopo il grande palco della finale di FA Cup vide nuovamente riaffacciarsi l'Everton, questa volta sconfitto al Wembley Stadium di Londra per mano del West Bromwich Albion. Nel 1969, l'anno seguente, il cammino nella coppa di lega si fermò invece alla semifinale, persa contro il Manchester City per 1-0.
Al fine della stagione 1969/70, l'Everton si laureò per la settima volta campione d'Inghilterra, vincendo il campionato con nove lunghezze di distanza sull'inseguitrice Leeds United, grazie al grande senso del goal di Joe Royle e alla ingente quantità di punti realizzati.
La Division venne vinta giocando un calcio "totale", orchestrato dalla "Holy Trinity" (la trinità) a centrocampo di Howard Kendall, James Alan Ball e Colin Harvey, e rifinito dal capitano Brian Labone a guardia della difesa e dal prolifico centravanti Joe Royle. Per molti tifosi, questa è la squadra più spettacolare ed elegante della storia del club.
Il team di Harry Catterick sembrava destinato a grandi prospettive ma ebbe presto un calo. Nella stagione 1970/71 non riuscirono a trovare una continuità in campionato, ma fecero progressi sui fronti delle due coppe. Per la seconda volta nella sua storia, l'Everton giocava la Coppa dei Campioni, arrivando ai quarti di finale dove venne però eliminata dai greci del Panathīnaïkos per differenza reti in trasferta. Sul fronte della coppa nazionale, i Toffees persero in semifinale di FA Cup, eliminati dai cugini del Liverpool per 2-1.
Le seguenti stagioni videro un profondo calo: quattordicesimi nel 1971, poi quindicesimi, poi diciassettesimi ed infine settimi nelle annate seguenti.

## Gli anni settanta (1974 - 1981)
| Stagione | Categoria | Posizione | Punti |
| -------- | --------- | --------- | ----- |
| 1973/74  | 1ª        | 7/22      | 44    |
| 1974/75  | 1ª        | 4/22      | 50    |
| 1975/76  | 1ª        | 11/22     | 42    |
| 1976/77  | 1ª        | 9/22      | 42    |
| 1977/78  | 1ª        | 3/22      | 55    |
| 1978/79  | 1ª        | 4/22      | 51    |
| 1979/80  | 1ª        | 19/22     | 35    |
| 1980/81  | 1ª        | 15/22     | 36    |

Esonerato Harry Catterick, l'Everton ritornò a lottare per il campionato nella stagione 1974/75, sotto la guida di Billy Bingham, ma alcune inaspettate sconfitte fecero terminare i Toffees in quarta posizione. Dopo due stagioni non entusiasmanti terminate all'undicesimo ed al nono posto, Bingham venne sollevato dai suoi compiti nel gennaio 1977.
Dopo l'esonero di Bingham, a terminare la stagione venne incaricato temporaneamente Steve Burtenshaw che portò l'Everton alla sua prima finale di League Cup, contro l'Aston Villa, e alla semifinale di FA Cup contro il Liverpool.
La finale di League Cup vide un pareggio al Wembley ed un pareggio nel match di ripetizione all'Hillsborough, per poi terminare in una sconfitta all'Old Trafford di Manchester ai tempi supplementari, che consegnò il trofeo ai Villans. Anche la semifinale di FA Cup dovette essere rigiocata dopo il pareggio per 2-2, in un match che sarà ricordato per sempre nelle menti dei tifosi dell'Everton per il goal annullato a Bryan Hamilton. La ripetizione venne poi persa per 3-0.
Finita la stagione venne chiamato ad allenare i Toffees dal Newcastle United, Gordon Lee. Nell'annata 1977/78 l'Everton terminò terza, con Bob Latchford capocannoniere della First Division, e quarta nella stagione 1978/79. Tuttavia gli anni seguenti non furono altrettanto brillanti, con un diciannovesimo e quindicesimo posto nelle stagioni seguenti che portarono i Toffees molto vicini alla zona retrocessione, causa dell'esonero di coach Lee. Da ricordare nel 1980 il raggiungimento della semifinale di FA Cup, poi persa nella ripetizione, dopo il pareggio del primo match, contro la squadra di Second Division del West Ham United.

## Gli anni d'oro di Howard Kendall (1980 - 1988)
| Stagione | Categoria | Posizione | Punti |
| -------- | --------- | --------- | ----- |
| 1981/82  | 1ª        | 8/22      | 71    |
| 1982/83  | 1ª        | 7/22      | 64    |
| 1983/84  | 1ª        | 7/22      | 62    |
| 1984/85  | 1ª        | 1/22      | 90    |
| 1985/86  | 1ª        | 7/22      | 69    |
| 1986/87  | 1ª        | 1/22      | 86    |

I primi anni ottanta vedono il ritorno dell'ex centrocampista della "Holy Trinity", Howard Kendall, nel club come allenatore, dopo aver convinto con il Blackburn portandolo ad una doppia promozione dalla Third Division fino alla massima serie.
La prima di Kendall cominciò in modo promettente con un 3-1 sul Birmingham City nella partita d'esordio di una stagione che terminò con un ottavo posto. I progressi continuarono nel campionato 1982/83, con l'Everton che raggiunse il settimo posto sfumando per poco i posti per la qualificazione alle competizioni europee. L'unico grosso calo di quella stagione fu il derby perso malamente contro il Liverpool il 6 novembre del 1982 al Goodison per 5-0.
Durante le prime tre stagioni da allenatore, Kendall acquistò forti giovani come Neville Southall, Gary Stevens, Derek Mountfield, Peter Reid, Kevin Sheedy e Trevor Steven con Kevin Ratcliffe e Graeme Sharp già nella rosa del club. Un altro importante acquisto fu quello di Andy Gray nel 1983. L'Everton sperava così, avendo rinnovato massicciamente il team, di poter raggiungere quei successi che tanto avevano fatto gioire i cugini del Liverpool negli anni settanta.
La stagione 1983/84 fu un campionato di assestamento, dopo i numerosi acquisti, con l'Everton nella parte bassa della classifica per buona parte dell'anno, a tal punto da far chiedere ai tifosi l'esonero del tecnico, ma una buona ripresa dei ragazzi di Kendall nelle settimane finali fecero scalare letteralmente la classifica ai Toffees che terminarono nuovamente la stagione con un settimo posto. L'Everton tuttavia procedeva bene sul fronte delle coppe nazionali, riuscendo a raggiungere per la seconda volta la finale di League Cup, allora con il nome di Milk Cup, persa poi contro il Liverpool, e a vincere la quarta FA Cup per 2-0 in finale contro il Watford mettendo fine a quattordici anni senza trofei.
La stagione 1983/84 fu una delle più gloriose della storia dell'Everton, quando la giovane rosa allestita da Howard Kendall cominciò a crescere e maturare.
L'Everton vinse il suo ottavo campionato con quattro partite di anticipo e 13 punti di vantaggio sulle inseguitrici Liverpool e Tottenham Hotspur, e vincendo entrambi i Merseyside Derby per 1-0.
Ma la stagione fu coronata da un altro grande trionfo. Dopo aver guadagnato l'accesso alla Coppa delle Coppe con la conquista l'anno prima della FA Cup, l'Everton sorprese tutti superando University College Dublin, Inter Bratislava e Fortuna Sittard nelle prime fasi della competizione e sconfiggendo in semifinale i giganti tedeschi del Bayern Monaco per 3-1, in un match che verrà per sempre ricordato come il più spettacolare mai visto nella storia del Goodison Park.
L'Everton arrivò a Rotterdam per la finale già campione d'Inghilterra e sul finire di una lunga e dura stagione. Quattro giorni dopo la finale sarebbero dovuti ritornare in campo, al Wembley, per mantenere il titolo di campioni in FA Cup contro il Manchester United. I Toffees partivano con tutti i favori del pronostico contro gli austriaci del Rapid Vienna, che promettevano di attaccare gli inglesi dal primo minuto di gioco.
Rotterdam, De Kuip, 15 maggio 1985
 Everton -  Rapid Vienna 3-1
Marcatori: 55' Gray, 72' Steven, 83' Krankl, 85' Sheedy.
Everton: Southall, Mountfield, Stevens, Ratcliffe, van den Hauwe, Steven, Reid, Bracewell, Sheedy, Gray, Sharp.
Allenatore: Howard Kendall.
Rapid Vienna: Konsel, Lainer, Garger, Brauneder, Weber, Kienast, Kranjčar, Hristic, Krankl, Weinhofer, Pacult.
Allenatore: Barić.
Arbitro:  Casarin.
Il 15 maggio 1985, grazie al goal in apertura di Gray ed alla doppietta di Sheedy, l'Everton vinse il suo primo trofeo internazionale, vincendo la Coppa delle Coppe per 3-1 sul Rapid. Una Coppa delle Coppe tuttavia non senza controversie, che vide dopo il pareggio contro gli olandesi del Fortuna Sittard un tifoso dei Toffees arrestato per un'invasione di campo. Manifestazioni di violenza che cominciavano ad esser sempre più frequenti sui campi del calcio inglese.
Il treble tuttavia sfumò, quando quattro giorni dopo la grande vittoria europea, al Wembley Stadium di Londra il Manchester United si impose per 1-0 conquistando l'FA Cup. Sfumò anche la possibilità per l'Everton di poter proseguire la promettente carriera europea a causa dell'esclusione di tutti i team inglesi dalle competizioni continentali ed internazionali dopo la strage dell'Heysel constumatasi nella finale di Coppa dei Campioni di quell'anno tra Liverpool e Juventus, a Bruxelles, dove alcuni hooligans inglesi furono responsabili della morte di 39 persone.
Il glorioso 1985 si chiuse per l'Everton con l'acquisto del ventiquattrenne attaccante Gary Lineker, dal Leicester City, che compensava la partenza controversa e discussa dell'amato Andy Gray, il quale tornava al suo Aston Villa.
La stagione 1985/86, seppur senza competizioni europee, fu una esaltante stagione per l'Everton. Alla fine di settembre i giochi sembravano già decisi, con il Manchester United a 13 punti dalle inseguitrici che oltre ai Toffees vedevano anche il Liverpool, il Chelsea ed il Newcastle. Tuttavia lo stato di grazia dei Red Devils cominciò a vacillare ed il 1º febbraio 1986 l'Everton si porta in prima posizione dopo la vittoria per 1-0 sugli Spurs. Il campionato però era ancora lungo, e dopo una lunga lotta e diverse cadute in partite del tutto inaspettate, come ad esempio quella con il neopromosso Oxford United, fecero sì che a vincere al photofinish fossero i grandi rivali del Liverpool con due sole lunghezze di distanza.
Il 10 maggio 1986, la sfida eterna con i Reds si ripeté ancora una volta nel primo Merseyside Derby in finale di FA Cup. Nel primo tempo la rete di Gary Lineker, la sua quarantesima marcatura in stagione, aveva fatto ben sperare che la coppa si dirigesse verso i blues del Merseyside, ma due goal di Ian Rush ed uno di Craig Johnston videro il Liverpool aggiudicarsi il titolo ed il double, mentre l'Everton fu costretta a guardare i cugini vincere anche questa volta.
Alla fine della stagione il capocannoniere Gary Lineker viene venduto al Barcellona allenato dal britannico Terry Venables, mentre il mercato in entrata vide l'arrivo del difensore Dave Watson dal Norwich City.
La stagione 1986/87 si aprì proprio come era terminata l'ultima, con la grande sfida in famiglia tra Everton e Liverpool a contendersi le posizioni di prestigio, lotta a cui si aggiunsero però anche nuovi club come Norwich City e Coventry City. A Natale l'Everton era quarta in classifica a pari punti con il Liverpool terzo, e dietro di un punto al Nottingham Forest secondo, mentre a capeggiare la Division era l'Arsenal avanti di 6 punti. Il 7 febbraio 1978 un'importantissima vittoria per 3-1 sul Coventry City portò all'apice la grande rimonta dei Toffees che si portarono al vertice della classifica. La vittoria del campionato venne messa in cassaforte poi il 4 maggio 1987 con un 1-0 al Carrow Road di Norwich che consegnò definitivamente il nono titolo all'Everton.
Tuttavia l'esclusione dalle competizioni europee continuava e l'Everton non fu possibilitato a partecipare alla Coppa dei Campioni del 1987/88.
A fine stagione il tecnico pluripremiato Howard Kendall, che tanto aveva vinto con i Toffees, abbandonò il club per approdare in Spagna ad allenare l'Athletic Bilbao, e venne sostituito dal suo assistente in seconda Colin Harvey.

## Colin Harvey e la fine dell'era d'oro (1987 - 1990)
| Stagione | Categoria | Posizione | Punti |
| -------- | --------- | --------- | ----- |
| 1987/88  | 1ª        | 4/21      | 70    |
| 1988/89  | 1ª        | 8/20      | 54    |
| 1989/90  | 1ª        | 6/20      | 59    |

La prima stagione con Colin Harvey in panchina portò un quarto posto in campionato, che però non portò alcuna qualificazione europea per via del prorogarsi dell'esclusione delle squadre inglesi. A fine stagione, nel 1988, l'Everton divenne il primo club inglese a comprare un giocatore per la cifra record di due milioni di sterline, acquistando il ventitreenne attaccante del West Ham United, Tony Cottee. Al suo debutto con la casacca dei blues, Cottee segnò subito una tripletta ai danni del Newcastle, ma la stagione dell'Everton non terminò bene conquistando solamente un ottavo posto. Toffees che in questa stagione giocarono per ben due volte a Wembley, in aprile per la finale della Full Members Cup (pensata apposta dalla lega inglese per sopperire alla mancanza delle competizioni europee) persa contro il Nottingham Forest, ed in maggio per la finale di FA Cup, perdendola ancora una volta contro i Reds per 3-2 ai tempi supplementari, in una partita surreale succeduta alla terribile tragedia che aveva colpito la semifinale all'Hillsborough tra Liverpool e Nottingham Forest, in cui si contarono 96 vittime tra i tifosi Reds.
La stagione 1989/90 iniziò bene per l'Everton, che capeggiò la classifica per due giornate in autunno, ma terminò poi sesta non riuscendo a centrare le posizioni valide per le competizioni europee che erano nuovamente disputabili dalle squadre inglesi.
Il 31 ottobre 1990 l'Everton fece la peggior partenza di campionato nella storia, occupando la diciottesima piazza della First Division, ad una sola posizione dalla zona retrocessione. A causa di questo pessimo inizio Colin Harvey venne esonerato dal suo ruolo di allenatore.

## Il ritorno di Kendall (1990 - 1993)
| Stagione | Categoria | Posizione | Punti |
| -------- | --------- | --------- | ----- |
| 1990/91  | 1ª        | 9/20      | 51    |
| 1991/92  | 1ª        | 12/22     | 53    |
| 1992/93  | 1ª        | 13/22     | 53    |
| 1993/94  | 1ª        | 17/22     | 44    |

A sostituire Colin Harvey nel disastroso inizio della stagione 1990/91 fu un grande ritorno. Howard Kendall a novembre lasciò la panchina del Manchester City e tornò a sedere su quella dell'Everton con Harvey a ricoprire il ruolo di assistente. La stagione vide un Everton uscire dalla zona calda per la lotta alla retrocessione, piazzandosi al nono posto. Inoltre ritornardo a solcare i campi di Wembley, in finale di Zenith Data System Cup, persa poi per 4-1 contro il Crystal Palace ai tempi supplementari. Il 1991 si chiuse con la pesante partenza dell'idolo Graeme Sharp, subito ben rimpiazzato da due acquisti importanti come Peter Beardsley dal Liverpool e Mo Johnston dal Rangers.
La stagione 1991/92 tuttavia fu uno sgradito prosieguo del declino dell'Everton, che finì dodicesimo, la posizione più bassa da più di dieci anni.
Il campionato 1992/93 fu il primo della FA Premier League, terminato in tredicesima posizione dagli uomini di Kendall, attorno al quale cresceva la tensione.
L'inizio della stagione 1993/94 prometteva bene dopo la vittoria nelle prime tre partite d'apertura, un ritmo che venne presto interrotto da un forte calo di forma. Kendall si trasferì dall'Everton a dicembre mentre i Toffees occupavano i posti di metà classifica.

## La parentesi Mike Walker (1994)
| Stagione | Categoria | Posizione | Punti |
| -------- | --------- | --------- | ----- |
| 1994/95  | 1ª        | 15/22     | 50    |

Nel gennaio 1994, dopo la partenza di Howard Kendall, venne reclutato come successore Mike Walker, che col Norwich City aveva terminato la scorsa stagione in terza posizione ed eliminato dalla Coppa UEFA il Bayern Monaco. Un ingaggio, quello dell'allenatore, che costò all'Everton una multa di 75 000 sterline da parte della Premier League per aver indotto Walker ad abbandonare il Norwich. Tolte le questioni legali, il compito del nuovo allenatore era quello di risollevare la stagione ritrovando uno stato di forma che aveva reso l'Everton campione appena sette anni prima.
All'ultima partita della stagione l'Everton necessitava di vincere a tutti i costi al Goodison Park contro il Wimbledon per rimanere nella serie massima. Sotto di due goal, l'Everton grazie alla pantomima di Hans Segers, portiere del Wimbledon, recuperò e vinse per 3-2, condannando alla retrocessione Sheffield United e Oldham Athletic insieme alla già retrocessa Swindon Town.
L'Everton nella stagione 1994/95 ebbe un inizio disastroso: ultimi dopo 14 giornate, con solo una partita vinta. Nel novembre del 1994, Walker venne esonerato.

## Gli anni di Joe Royle (1995 - 1997)
| Stagione | Categoria | Posizione | Punti |
| -------- | --------- | --------- | ----- |
| 1995/96  | 1ª        | 6/20      | 61    |
| 1996/97  | 1ª        | 15/20     | 42    |

Con l'esonero di Walker, ci fu il ritorno di Joe Royle, ex attaccante dell'Everton agli inizi degli anni settanta, dopo dodici anni di carriera da allenatore dell'Oldham Athletic. L'obiettivo principale era ovviamente quello di salvare l'Everton dagli spettri della retrocessione. Joe apportò vari cambiamenti nei suoi primi mesi, incluso l'acquisto a titolo definitivo di Duncan Ferguson, fino ad allora solo in prestito, per la cifra record di quattro milioni di sterline. L'Everton si salvò matematicamente alla penultima giornata di Premier League battendo per 1-0 la già retrocessa Ipswich Town.
Ma il più grande successo arrivò il 20 maggio 1995, quando il goal di Paul Rideout diede la vittoria all'Everton sul Manchester United in finale di FA Cup. Finale in cui fu decisivo anche, Neville Southall, con le sue brillanti parate sul giovane talento dei Red Devils Paul Scholes, allora appena ventenne.
Durante la stagione 1995/96, Royle infranse ancora una volta il record del cartellino acquistato, aggiudicandosi l'ucraino Andrei Kanchelskis dal Manchester United. Grazie alla vittoria in FA Cup della stagione precedente, l'Everton si qualificò per la Coppa UEFA dove però il percorso fu breve. Il campionato non andò tanto meglio, finendo sesti scalzati all'ultima giornata dall'Arsenal che quindi trovò un piazzamento per le competizioni europee. La stagione del neo-acquisto Kanchelskis fu ottima con 16 reti all'attivo, che lo nomineranno miglior ala destra del campionato. Tuttavia l'anno dopo l'ucraino abbandonò a metà strada i Toffees per approdare alla Fiorentina. Una partenza che costò molto all'Everton in termini di forma, un calo che vide l'esonero di Royle da allenatore il 27 marzo 1997, con il club inguaiato nella lotta per non retrocedere. Il capitano e difensore Dave Watson, venne incaricato a guidare il team fino al termine della stagione; l'Everton riuscì a salvarsi, ma il giocatore non volle continuare in quel nuovo ruolo.

## Il terzo Kendall e la parentesi Smith (1997 - 2002)
| Stagione | Categoria | Posizione | Punti |
| -------- | --------- | --------- | ----- |
| 1997/98  | 1ª        | 17/20     | 40    |
| 1998/99  | 1ª        | 14/20     | 43    |
| 1999/00  | 1ª        | 13/20     | 50    |
| 2000/01  | 1ª        | 16/20     | 42    |
| 2001/02  | 1ª        | 15/20     | 43    |

Finita la stagione 1996/97, dopo i rifiuti di Bobby Robson e Andy Gray, l'Everton richiamò per la terza volta Howard Kendall, allora allenatore dello Sheffield United. Tuttavia la stagione seguente si complicò e come nel 1994, la salvezza non fu sicura fino all'ultima giornata del campionato quando una sola rete di differenza nella media inglese condannò il Bolton alla retrocessione, salvando i Toffees.
A fine campionato, il club entrò in una grave crisi finanziaria che non sarà completamente risolta fino al 1999. La terza esperienza di Kendall come allenatore dell'Everton, terminò il giugno 1998 quando venne esonerato.
Se in un primo momento il presidente Peter Johnson sembrava avesse puntato su Brian Kidd, assistente manager al Manchester United, come successore di Kendall, il posto venne poi assegnato a Walter Smith.
Sebbene l'ex allenatore dei Rangers nell'estate 1998 siglò importanti trasferimenti che ben facevano sperare, la sua prima stagione fu un'altra lotta per non retrocedere. Solamente una striscia di quattro vittorie nelle sei giornate finali riuscirono a salvare l'Everton che così si piazzò quattordicesima.
Durante la stagione 1998/99, l'attaccante Duncan Ferguson fu venduto al Newcastle United senza che coach Smith ne fosse a conoscenza. La partenza del beniamino spinse la tifoseria a chiedere l'abbandono di Peter Johnson come amministratore della società. Il produttore teatrale Bill Kenwright, presidente dei Toffees, individuò in Philip Carter il nuovo chairman.
Le chance di successo per l'Everton diminuirono a causa di continue costrizioni finanziarie che avevano contribuito al forte declino del club negli anni precedenti.
Nella stagione 1999/2000 i Toffees andarono spesso vicino ad un posto in campionato per la qualificazione alla Coppa UEFA, ma nei mesi finali vennero raccolte solo due vittorie su dodici partite totali che portarono l'Everton a terminare in un deludente tredicesimo posto. La stagione seguente vide ancora il club nella lotta per non retrocedere, non aiutato oltretutto da lunghi infortuni per giocatori chiave della rosa.
Nel marzo 2002 dopo l'eliminazione dalla FA Cup a Middlesbrough e con l'Everton in grave pericolo di retrocessione, Walter Smith venne esonerato.

## L'Everton di David Moyes (2002 - 2013)
| Stagione | Categoria | Posizione | Punti |
| -------- | --------- | --------- | ----- |
| 2002/03  | 1ª        | 7/20      | 59    |
| 2003/04  | 1ª        | 17/20     | 39    |
| 2004/05  | 1ª        | 4/20      | 61    |
| 2005/06  | 1ª        | 11/20     | 50    |
| 2006/07  | 1ª        | 6/20      | 58    |
| 2007/08  | 1ª        | 5/20      | 65    |
| 2008/09  | 1ª        | 5/20      | 63    |
| 2009/10  | 1ª        | 8/20      | 61    |
| 2010/11  | 1ª        | 7/20      | 54    |
| 2011/12  | 1ª        | 7/20      | 56    |
| 2012/13  | 1ª        | 6/20      | 63    |

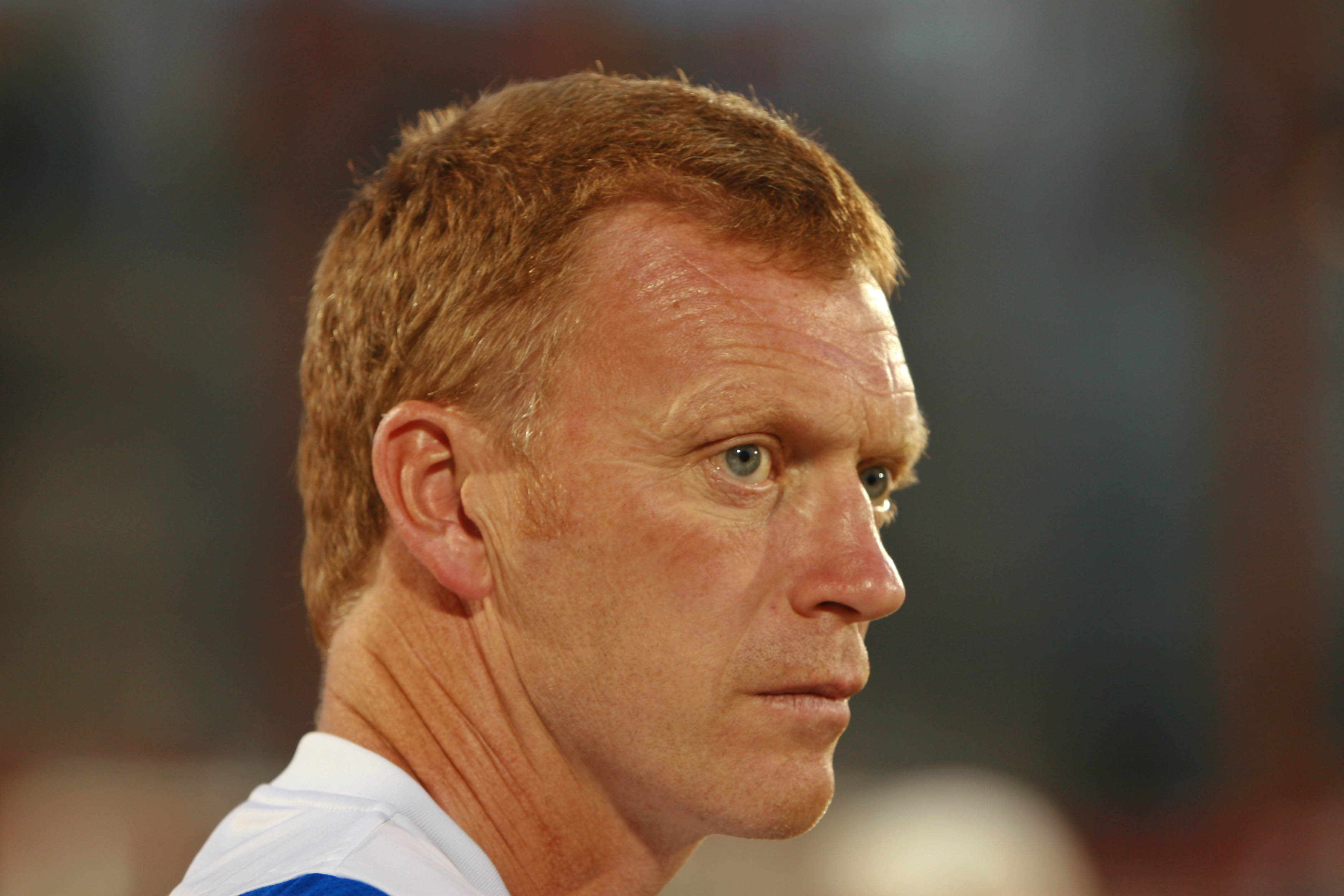
L'allenatore scozzese David Moyes.

Dopo l'esonero di Walter Smith, a salvare l'Everton dalla retrocessione nelle ultime partite di campionato venne nominato David Moyes, giovane allenatore promettente del Preston. L'Everton con lo scozzese sulla panchina si evitò miracolosamente la retrocessione finendo in quindicesima posizione.
Nella prima stagione completa di Moyes, quella 2002/03, i Toffees finirono settimi in Premier League, mancando la qualificazione alla Coppa UEFA per una sola posizione, in un campionato che vide l'emergere della brillante giovane promessa per l'attacco Wayne Rooney, che segnando il goal partita contro i campioni in carica dell'Arsenal divenne il più giovane marcatore inglese del campionato nonché il più giovane marcatore di sempre dell'Everton.
In FA Cup l'Everton subì quello che in Inghilterra definiscono "giant-killing", termine che definisce la vittoria di una squadra di più bassa classifica su una di posizione più alta, contro lo Shrewsbury Town, allenato dall'ex capitano dei Toffees Kevin Ratcliffe.
La 2003/04 vide l'Everton terminare la stagione in diciassettesima posizione e realizzare il più basso numero di punti totali della storia del club.
Nell'agosto 2004, Wayne Rooney viene venduto al Manchester United per la cifra record di 23 milioni di sterline, con possibilità di bonus a 30 milioni nel caso di buoni risultati.
La stagione 2004/05, seppur senza il proprio giovane campione, fu nettamente migliore dell'ultima. L'Everton terminò in quarta posizione, il piazzamento più alto dal 1988, conquistando la qualificazione ai preliminari di Champions League.
La stagione 2005/06 si aprì male con l'eliminazione fulminea dalla Champions League per mano degli spagnoli del Villarreal, che spedirono l'Everton al primo turno di Coppa UEFA dove vennero nuovamente eliminati dalla Dinamo Bucarest con un secco 5-1 in Romania.
In Premier dopo aver occupato per tutto ottobre la zona retrocessione, l'Everton interruppe la striscia di nove vittorie del Chelsea pareggiando 1-1, un risultato che risollevò la stagione e sembrò potesse dare la giusta spinta per realizzare i punti necessari alla scalata della classifica. Tuttavia seguì un'altra serie di sconfitte tra cui si ricorda il 4-0 nel derby. La vittoria per 1-0 sul Sunderland nell'anno nuovo fece partire una serie di cinque vittorie su sei risultati utili consecutivi, inclusa la vittoria contro l'Arsenal, che riuscirono a portare l'Everton fuori dalla lotta per la salvezza e a far terminare la stagione all'undicesimo posto.
Liverpool, Goodison Park, 9 settembre 2006
EVERTON - LIVERPOOL F.C. 3-0
Marcatori: 24' Cahill, 36', 90' Johnson.
EVERTON: Howard, Hibbert, Yobo, Lescott, Naysmith, Osman, Neville, Carsley, Arteta, Cahill, Johnson.
Allenatore: David Moyes.
LIVERPOOL F.C.: Reina, Finnan, Carragher, Hyypiä, Fábio Aurélio; Gerrard, Alonso, Sissoko, Luis García, Fowler; Crouch.
Allenatore: Rafael Benítez.
Arbitro:  Poll
Il 2006/07 cominciò bene con la vittoria al White Hart Lane, seguita dallo storico derby vinto al Goodison Park contro il Liverpool per 3-0. In quell'occasione segnò anche Andrew Johnson, acquisto della sessione estiva, dal Crystal Palace, che infranse il record del cartellino più oneroso nella storia del club. Alla fine della stagione l'Everton si qualificò per la Coppa UEFA piazzandosi sesta in campionato.
La stagione 2007-2008 vide nuovamente, nella sessione di calciomercato estiva, un acquisto record per l'Everton con il trasferimento di Yakubu per 11 milioni di sterline dal Middlesbrough. In Coppa UEFA, i Toffees vinsero tutte le sfide della fase a gironi, inclusa quella con lo Zenit San Pietroburgo, che poi vincerà il torneo. Ai sedicesimi di finale l'Everton elimina con un doppio successo per 0-2 e 6-1 i norvegesi del Brann Bergen, agli ottavi di finale però venne eliminata ai rigori dalla Fiorentina. In Carling Cup i Toffees raggiunsero la semifinale per la prima volta in vent'anni, perdendola poi con il Chelsea. In Premier League l'Everton passò la maggior parte della stagione nei primi quattro posti, per poi finire quinta superata dal Liverpool, riuscendo nuovamente a qualificarsi per la Coppa UEFA.
L'estate seguente fu turbolenta per il club, che vide respingersi il progetto per la sede del nuovo stadio a Kirkby, la partenza di Keith Wyness, l'amministratore delegato della società, e la riluttanza di Moyes di firmare un nuovo contratto. Nell'ultima settimana della finestra estiva di calciomercato, il record del cartellino venne nuovamente infranto dall'acquisto di Marouane Fellaini, trasferitosi per 15 milioni di sterline dallo Standard Liegi. L'Everton tuttavia fallì la qualificazione al turno a gironi di Coppa UEFA, eliminati proprio dal Liegi, con Fellaini impossibilitato nel giocare contro il suo ex team.
Moyes firmò un nuovo contratto di cinque anni con la squadra e le fortune ricominciarono a girare in casa dei Toffees. Una striscia positiva di otto vittorie e due pareggi in dodici incontri, spinsero in alto il club che poté nuovamente lottare tra le prime sei posizioni della Premier League.
A febbraio, l'Everton giocò contro il Liverpool per tre volte in breve tempo, pareggiando all'Anfield in un match valido per il campionato e due volte in FA Cup, che videro l'Everton trionfare nella ripetizione al Goodison Park.
Gli infortuni di Yakubu, Mikel Arteta e Phil Jagielka non aiutarono l'Everton sul finire della stagione, che terminò in quinta posizione raggiungendo nuovamente la qualificazione per l'Europa League. Ma il finale di stagione vide anche il raggiungimento della finale di FA Cup, che l'Everton non giocava dal 1995, sconfiggendo in semifinale al Wembley il Manchester United ai calci di rigore. In finale tuttavia i Toffees vennero sconfitti dal Chelsea per 2-1, ed il trofeo sfumò.
La stagione 2009-2010 iniziò con due sconfitte casalinghe consecutive, incluso il pesantissimo 1-6 con i Gunners. Dopo un lungo periodo di trattative e speculazioni, il pilone centrale difensivo Joleon Lescott venne venduto al Manchester City per 22 milioni di sterline. Il club si qualifica per la fase a gironi di Europa League, ma non terminò la pessima striscia di risultati in campionato. Le vittorie cominciarono a riaffacciarsi solo a dicembre, ma l'Everton dopo essersi qualificato dal secondo posto nel girone fu costretto ad abbandonare la competizione europea, eliminato in seguito dallo Sporting Lisbona ai Sedicesimi di finale. Alla fine di marzo il club ingranò sette vittorie consecutive casalinghe, incluse le inaspettate vittorie su Chelsea e Manchester United. La stagione terminò con un ottavo posto a solo una piazza e due punti di distacco dai rivali del Liverpool, conquistando così un posto in UEFA Europa League per la stagione successiva.
Dopo il fallimento alla qualificazione nei preliminari di Europa League, la stagione 2010/11 non proseguì meglio con un Everton in scarsa forma: nessuna vittoria fino ad ottobre e clamorosa eliminazione dalla League Cup da parte del Brentford. Tuttavia dopo questa brutta parentesi iniziale, la squadrà stabilizzò la situazione con vari risultati positivi e terminò il campionato in settima posizione con 54 punti, uno solo dietro i Reds.
La stagione 2011-2012 vide nuovamente l'Everton lottare nei bassifondi fino agli inizi di novembre. La svolta al campionato venne data dall'importante acquisto del croato Nikica Jelavić dal Glasgow Rangers. I nove goal in tredici partite del nuovo attaccante, aiutarono l'Everton a subire solo quattro sconfitte in ventiquattro match ed a terminare la stagione nuovamente in settima posizione, questa volta però davanti al Liverpool, ottava in campionato per la prima volta nella sua storia.
La stagione 2012-2013 vede l'Everton terminare in sesta posizione, davanti al Liverpool di due punti, dopo un ottimo campionato chiuso con 31 risultati utili su 38 partite a disposizione. Tuttavia il buon piazzamento non permetterà ai Toffees di centrare l'obiettivo Europa League, a causa delle vittorie in FA Cup del Wigan ed in League Cup dello Swansea, che qualificheranno di diritto le due vincitrici delle coppe nazionali alla competizione europea. Il cammino in FA Cup si interromperà alle soglie della semifinale, dopo la sconfitta ai quarti con il Wigan Athletic.
Il 9 maggio l'Everton conferma che al termine della stagione l'allenatore David Moyes lascerà il club per approdare al Manchester United come successore di Sir Alex Ferguson. L'allenatore scozzese dei Toffees lascia la panchina dopo 11 anni, avendo collezionato un totale di 218 vittorie su 518 match disputati.

## La gestione Martínez (2013-2016)
Il 5 giugno 2013 la dirigenza dei Toffees ufficializza l'ingaggio di Roberto Martínez, il quattordicesimo tecnico della storia dell'Everton, che firma un contratto quadriennale.
Nella stagione 2013-2014 la squadra, rinforzata dagli arrivi in prestito di Gerard Deulofeu e Romelu Lukaku, guadagna il quinto posto finale in campionato, accedendo alla Coppa UEFA. Nell'estate del 2014 il club stabilisce un nuovo record di acquisto più oneroso, riscattando la proprietà di Lukaku per 28 milioni di sterline, e ingaggia il fuoriclasse camerunese Samuel Eto'o. La stagione 2014-2015 viene chiusa all'undicesimo posto grazie a una risalita nel finale di torneo (sei le vittorie ottenute nelle ultime dieci giornate), mentre nel palcoscenico europeo, che l'Everton torna a calcare dopo quattro anni, il cammino in Europa League si interrompe agli ottavi di finale. Protagonista dell'annata è Lukaku, autore di 9 gol in Europa League e 10 in campionato. Per la stagione 2015-2016 la dirigenza attua il riscatto della proprietà di Deulofeu per 6 milioni di sterline e Aaron Lennon per 4,5 milioni di sterline e mise sotto contratto Tom Cleverley e due sudamericani, il cileno Ramiro Funes Mori (pagato 9,5 milioni di sterline) e l'uruguaiano Leandro Rodríguez. Malgrado l'esosa campagna acquisti (proseguita in gennaio con l'acquisto dell'attaccante nigeriano Oumar Niasse per 13,5 milioni di sterline), l'Everton disputa una stagione mediocre, seppur impreziosita dalla semifinale raggiunta in Coppa di Lega e dalla semifinale di FA Cup. Nel febbraio 2016 viene confermato l'ingresso nel club del magnate iraniano Farhad Moshiri, che rileva il 49,9% delle quote societarie, mentre il 12 maggio seguente Martínez viene sollevato dall'incarico e rimpiazzato temporaneamente da David Unsworth, che guida i suoi all'undicesimo posto in Premier League.

## Da Koeman a Lampard (2016-oggi)
Affidata all'olandese Ronald Koeman con contratto triennale, la squadra trascorre la stagione 2016-2017 nella prima metà della classifica, chiusa al settimo posto, valido per la qualificazione all'Europa League. Lukaku, con 25 gol, diventa il primo calciatore dell'Everton a raggiungere quota 20 reti in una stagione dai tempi di Gary Lineker (nel 1985-1986) e risulta vicecapocannoniere del campionato. Ceduto il congolese al Manchester Utd per ben 90 milioni di sterline (record per l'Everton), nell'estate del 2017 i Toffees ne spendono 45 per assicurarsi l'islandese Gylfi Sigurðsson dello Swansea City e 25 per Jordan Pickford, che diviene il portiere più costoso della Premier League; viene messo sotto contratto anche Wayne Rooney, di ritorno, dopo tredici anni, nel club che lo aveva lanciato. Nell'ottobre 2017 Koeman viene esonerato con la squadra quasi eliminata dall'Europa League e in zona retrocessione in campionato. Lo sostituisce David Unsworth, tecnico delle giovanili, a sua volta rimpiazzato, dopo un negativo mese, da Sam Allardyce, che riesce a risollevare la squadra sino all'ottavo posto finale nel 2017-2018.
È poi il portoghese Marco Silva, con contratto triennale, a sedere sulla panchina dei Toffees. La compagine di Liverpool, rinforzata dall'arrivo dell'attaccante brasiliano Richarlison per circa 55 milioni di euro (l'acquisto più costoso nella storia del club), conclude il campionato 2018-2019 all'ottavo posto, mentre nel corso della stagione 2019-2020 Silva viene esonerato dopo la sconfitta contro il Liverpool, con la squadra al terzultimo posto in Premier League. Passato nelle mani di Carlo Ancelotti, l'Everton termina il campionato al dodicesimo posto. Nel 2020-2021 la squadra offre ottime prestazioni nella fase iniziale del campionato, salendo ai vertici della classifica anche grazie ai gol del centravanti Dominic Calvert-Lewin, ma nel girone di ritorno il rendimento è peggiore e la compagine di Liverpool chiude il torneo al decimo posto, a -3 dalla zona Europa.
Nell'estate del 2021 il partente Ancelotti viene rimpiazzato con Rafael Benítez. La gestione dello spagnolo dura meno di sette mesi: viene esonerato nel gennaio 2022, dopo aver ottenuto 7 vittorie in 22 giornate, aver perso 9 delle ultime 12 partite e vinto solo una delle ultime 13. Dopo l'interim di Duncan Ferguson, il timone passa a Frank Lampard, che alla penultima giornata conduce l'Everton alla salvezza in una tribolata stagione, chiusa al sedicesimo posto, quattro punti sopra la zona retrocessione. Il 15 settembre 2023 viene annunciato un principio d'accordo per il passaggio di proprietà alla società statunitense 777Partners da parte dell'imprenditore iraniano Farhad Moshiri. La stagione 2022-2023 vede Lampard lasciare la squadra al penultimo posto in classifica dopo venti giornate e avvicendarsi con Sean Dyche, che conduce l'Everton a una sofferta salvezza all'ultima giornata, mettendo insieme 21 punti in 18 partite, che valgono il diciassettesimo posto finale.